# یابووننا-مایانتک
یابووننا-مایانتک (به لاتین: Jabłonna-Majątek) یک روستا در لهستان است که در گمینا یابووننا (استان لوبلین) واقع شده‌است.